# Heubrücke (Nürnberg)
Die Heubrücke ist ein Brückenbauwerk in Nürnberg und überspannt den südlichen Flussarm der Pegnitz. Die Straßenbrücke verbindet den Stadtteil St. Lorenz mit der Insel Schütt.

## Geschichte
Die Heubrücke wurde ehemals von zwei Türmen begrenzt. Einer der beiden Türme heißt Schuldturm und steht noch heute. Die Brücke wurde damals auch Schuldturmbrücke oder Brücke bei dem Schuldturm genannt. Sie wurde als Holzbrücke hinter dem Wehrgang der  vorletzten Stadtmauer von 1320/25 über den südlichen Pegnitzarm zwischen der hinteren Großen Insel Schütt und dem Unteren Bergauerplatz errichtet. 1485 wurde sie zusammen mit ihrer nördlichen Fortsetzung, der die Insel mit dem gegenüberliegenden Kirchhof des Heilig-Geist-Spitals (heute: Hans-Sachs-Platz) verbindenden Spitalbrücke, durch einen Steinbau ersetzt. 1488 wurde auf der Heubrücke eine Martersäule zum Gedächtnis an den in der Pegnitz ertrunkenen Hans Held aufgestellt. Um die Mitte des 19. Jahrhunderts musste man im Rahmen des notwendig gewordenen Ausbaus bestehender Straßen beide Brücken verbreitern.

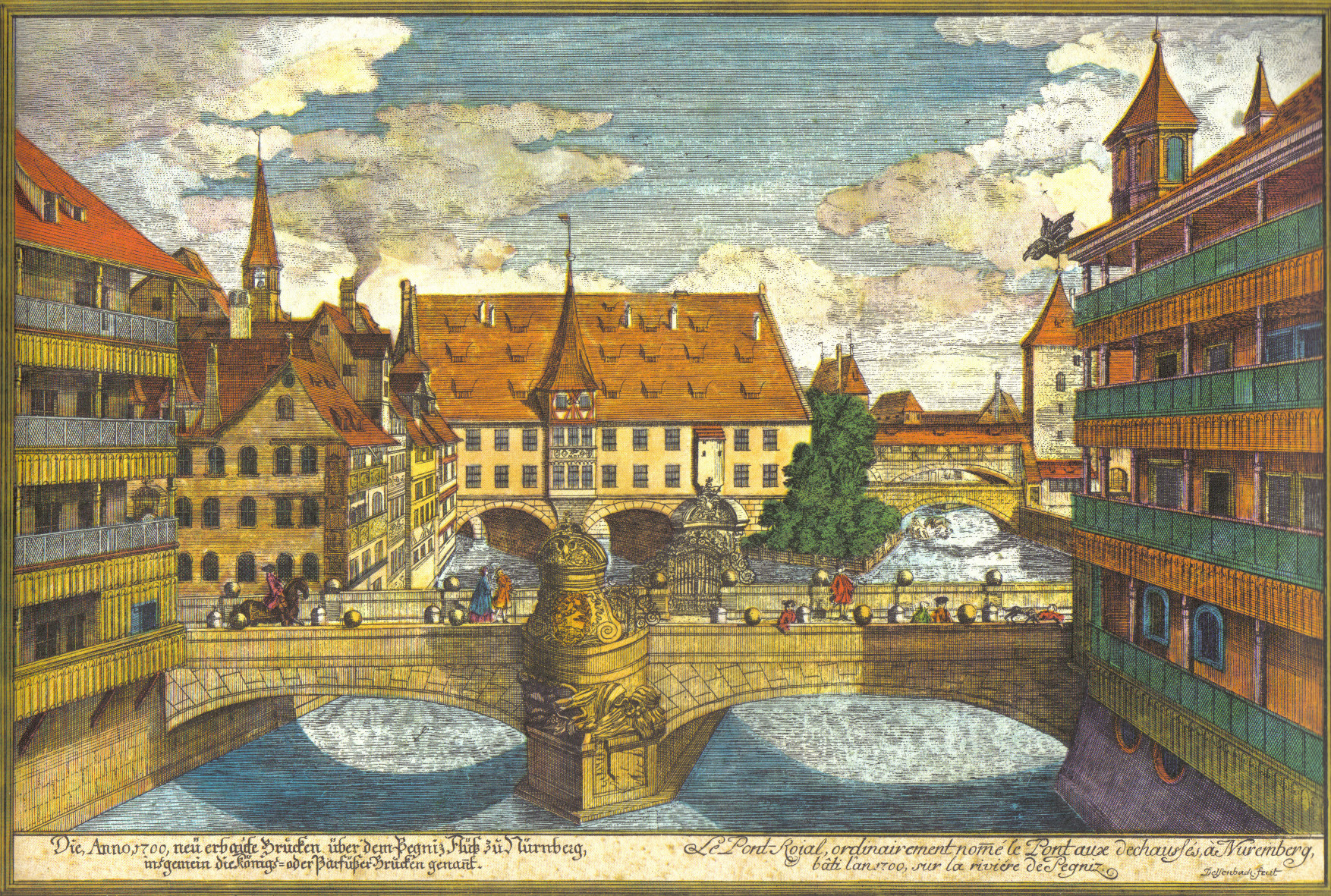
Kupferstich Delsenbachs: Darstellung der Barfüßerbrücke, im Hintergrund Heubrücke mit Wehrgang und südlicher Brückenturm
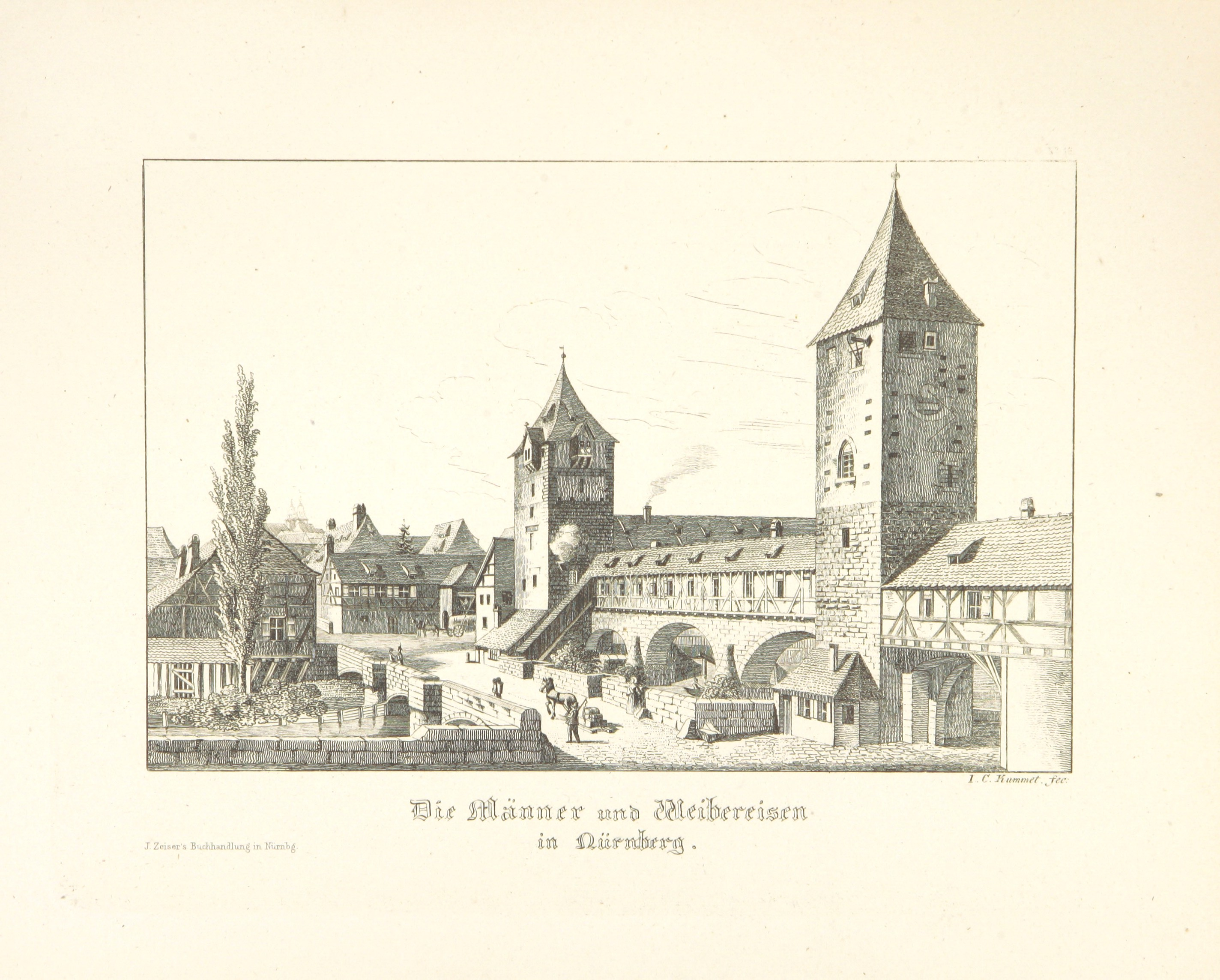
Die Männer- und Weibereisen in Nürnberg mit der Heubrücke und dem dazwischenliegenden Wehrgang
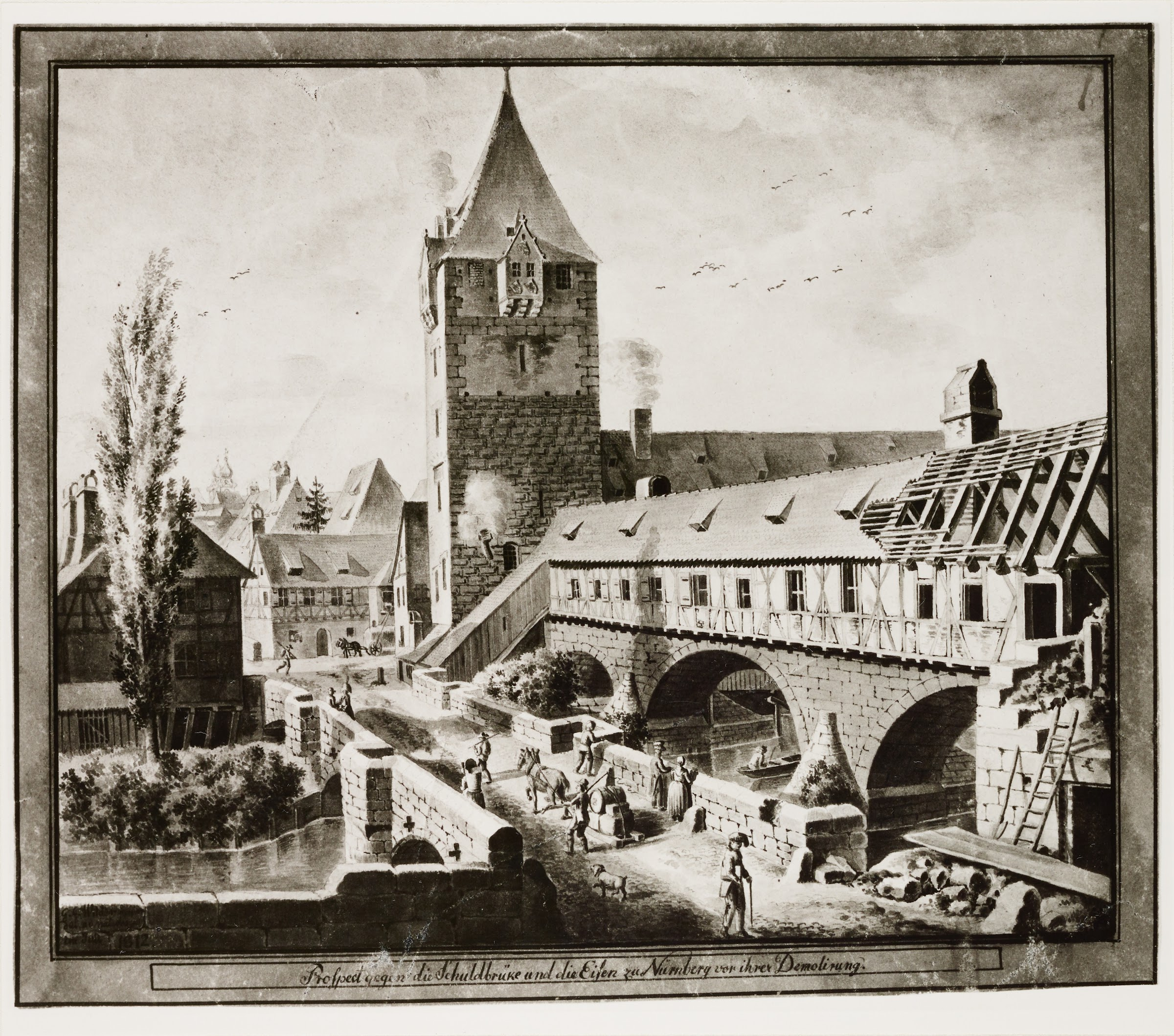
Johann Christoph Jakob Wilder: Schuldbrücke 1812, Demolierung des südlichen Brückenturms und des Wehrgangs